# Мартин Шеридан
Мартин Шеридан (енгл. Martin Sheridan; Ирска, 28. март 1881 — Менхетн Њујорк, 27. март 1918) је био амерички атлетичар. Такмичио се у дисциплинама: бацање диска, грчки диск, скок удаљ без залета и скок увис без залета.
У својој спортској каријери, Шеридан је освојио четири олимпијске медаље (три златне и једну бронзану). Поред тога освојио је још 5 медаља (2 златне и 3 сребрне) на Олимпијским међуиграма 1906. у Атини, које МОК не признаје као медаље освојене на Олимпијским играма.
На Олимпијским играма 1904. у Сент Луису, Шеридан је освојио прво злато у бацању диска, резултатом 39,28, што је био и олимпијски рекорд.
На следећим играма 1908. у Лондону опет је победио у бацању диска резултатом 40,89 што је поново олимпијски рекорд. Злато је освојио и у бацању диска грчким стилом (грчки диск) 37,99 метара, а у дисциплини скока удаљ без залета бронзу за скок од 3,23 метра.